# Shangfeng (köpinghuvudort i Kina, Jiangxi Sheng, lat 28,74, long 114,68)
Shangfeng är en köpinghuvudort i Kina. Den ligger i provinsen Jiangxi, i den sydöstra delen av landet, omkring 120 kilometer väster om provinshuvudstaden Nanchang. Antalet invånare är 14 661. Befolkningen består av 7 222 kvinnor och 7 439 män. Barn under 15 år utgör 22,0 %, vuxna 15-64 år 68 %, och äldre över 65 år 8,0 %.
Runt Shangfeng är det ganska tätbefolkat, med 144 invånare per kvadratkilometer. Närmaste större samhälle är Heshi, 13,0 km nordväst om Shangfeng. I omgivningarna runt Shangfeng växer i huvudsak blandskog.
Genomsnittlig årsnederbörd är 2 406 millimeter. Den regnigaste månaden är maj, med i genomsnitt 404 mm nederbörd, och den torraste är oktober, med 55 mm nederbörd.